# Zastava M90 (пулемёт)
Zastava M90 — югославский и сербский ручной пулемёт. Сконструирован на основе автомата Zastava M90.

## Конструкция
Автоматика работает по принципу отвода части пороховых газов с длинным ходом поршня. Запирание канала ствола производится поворотом затвора с двумя боевыми упорами. На стволе имеется оребрение для охлаждения. В дульной части ствола нарезана резьба для установки дульных устройств. На стволе закреплена складная сошка. Ствольная коробка — штампованная, из стального листа 1.5 мм. Предохранитель-переводчик расположен на правой стороне ствольной коробки. Режимы огня — непрерывный или с отсечкой по одному выстрелу. Прицельные приспособления состоят из мушки и прицела секторного типа с механизмом внесения поправок на боковой ветер и на боковое движение цели, могли оснащаться тритиевыми элементами для стрельбы в тёмное время суток. Пулемёт мог оснащаться рукоятью для переноски над цевьём. 

## Варианты
- M90 — вариант с нескладным деревянным прикладом.
- M90A — вариант со стальным, складным вниз под цевьё прикладом и съёмной сошкой.